# Libytheana carinenta
Libytheana carinenta är en fjärilsart som beskrevs av Pieter Cramer 1779. Libytheana carinenta ingår i släktet Libytheana och familjen praktfjärilar. Inga underarter finns listade i Catalogue of Life.
Arten förekommer i Amerika från södra Kanada till norra Argentina. I Sydamerika hittas den från Ecuador öster om Anderna. Exemplaren lever i skogar, buskskogar, savanner, på marskland, i trädgårdar och på jordbruksmark. I Centralamerika når arten 800 meter över havet. Vuxna individer äter nektar från eldkronesläktet, släktet Chrysothamnus, släktet Baccharis och andra växter. Libytheana carinenta kan fortplanta sig två gångar per år och den övervintrar som vuxet exemplar. Denna fjäril utför vandringar efter regnfall.
För beståndet är inga hot kända. Hela populationen antas vara stor. IUCN listar arten som livskraftig (LC).

## Bildgalleri

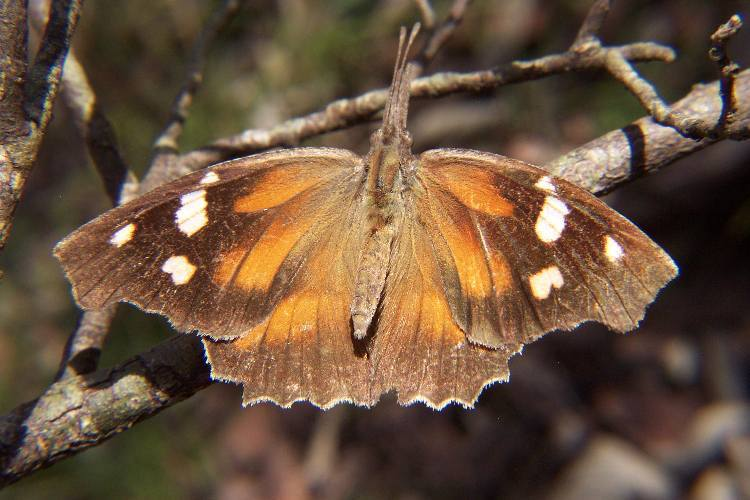
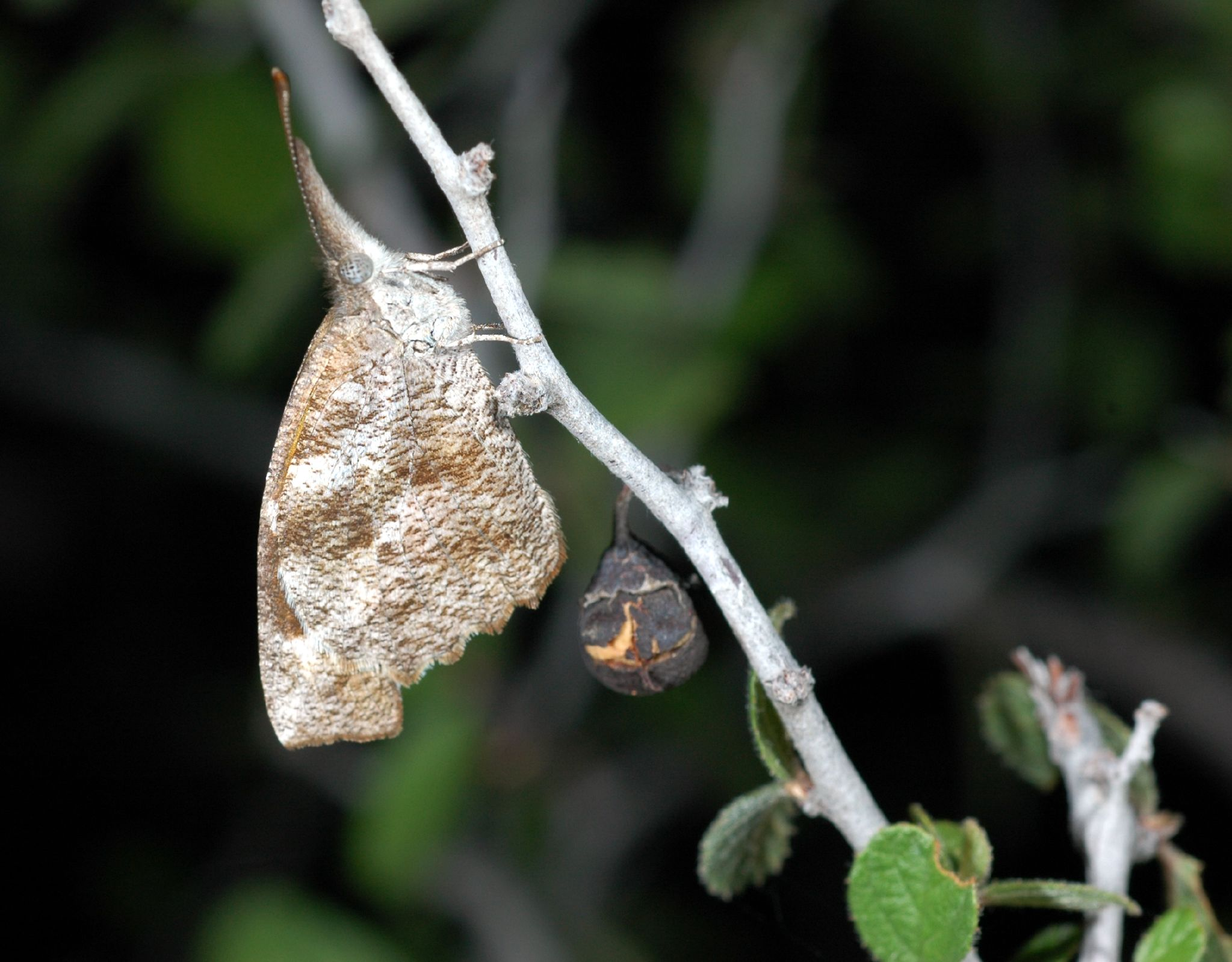
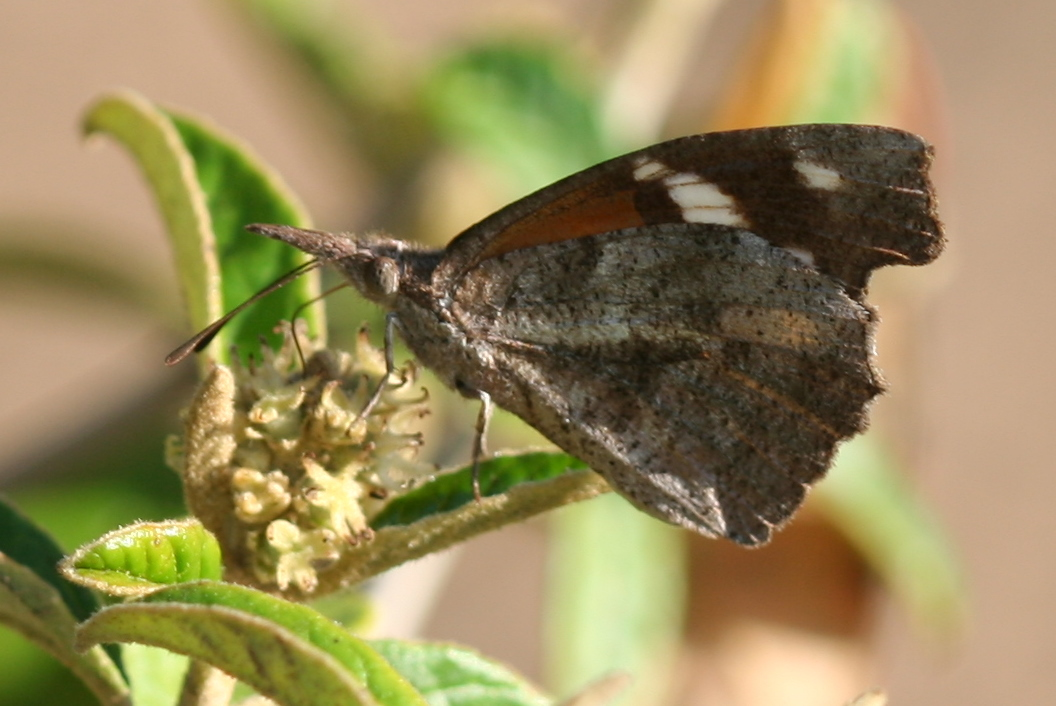